# Patrick Borges
Patrick Borges, ou simplesmente Patrick, é um futebolista brasileiro que atua como zagueiro. Atualmente joga pelo Ypiranga de Erechim.

## Carreira

### Pelotas
Patrick, estreou entre os profissionais em 2010 disputando o Campeonato Gaúcho fazendo 2 gols pelo Pelotas no campeonato. O atleta estava sendo observado por grandes clubes como o Cruzeiro e o Grêmio.

### Grêmio
No dia 11 de julho de 2010, Patrick foi confirmado no Grêmio por um contrato até junho de 2011.